# Famille de Turckheim
La famille de Turckheim est une famille française subsistante, originaire d'Alsace, confirmée noble en 1552 et qui reçut le titre de baron du Saint-Empire romain germanique en 1782.
Établie à Strasbourg depuis le XVe siècle, elle a donné à la fin du XVIIIe siècle et au début du XIXe siècle deux maires et députés à la ville de Strasbourg.

## Histoire
La famille de Turckheim remonte par filiation à Hanemann de Turingheim, dit Turck, qui vint de Bitche, sa patrie, se fixer à Strasbourg et y obtint en 1459 droit de bourgeoisie.
Selon Régis Valette et Henri Jougla de Morenas, elle aurait été anoblie ou reconnue noble en 1552.
Le 21 avril 1552, Wilhem Böcklin von Böcklinsau, prévôt de Magdeburg, conseiller de Charles Quint, a confirmé et fixé les armoiries de Nikolaus et Ulrich von Türckheim et leur permet d'écrire de Türckheim et leur donne tous les privilèges de la noblesse.
La famille de Turckheim était immatriculée au directoire de la noblesse de Basse-Alsace. Les nobles et leurs terres étaient dits immatriculés car ils étaient inscrits sur un registre appelé la matricule. L'article 4 du traité signé à Ryswick, le 30 octobre 1697, confirma la réunion de la noblesse immédiate de Basse-Alsace à la France.
Des membres de la famille ont travaillé plusieurs fois dans des bureaux publics de la ville de Strasbourg et en tant que grossistes.
Elle reçut en 1782, le titre héréditaire de baron du Saint-Empire par lettres patentes de l'Empereur Joseph II.
Le baron Jean de Turckheim, seigneur de Kalembourg ès Vosges, ancien ammeistre et membre de la chambre des Treize au magistrat de Strasbourg, sera député du Tiers état aux État Généraux de 1789. Sur ce point il faut noter que deux nobles furent choisis en dehors de leur ordre par le Tiers état du bailliage de Haguenau Wissembourg, qui choisit le bailli de Flachslanden, et par la ville de Strasbourg, qui choisit le baron Jean de Turckheim.
Elle a été admise à l'Association d'entraide de la noblesse française (ANF) en 1959.

## Personnalités
- Jean IV de Turckheim (1707-1792), banquier et doyen du corps des Marchands à Strasbourg (1707-1793). Créé baron du Saint-Empire en 1782.
- Bernard-Frédéric de Turckheim (1752-1831), maire de Strasbourg (1792-1793), conseiller général du Bas-Rhin, député du Bas-Rhin  (1815-1823), ministre des finances du grand-duché de Bade, marié à Lili Schoenemann ;
- Jean-Frédéric de Turckheim (1780-1850), banquier, député du Bas-Rhin (1824-1831 et 1836-1837), maire de Strasbourg (1830-1835), conseiller général du Bas-Rhin (1833-1842) ;
- Frédéric Guillaume de Turckheim (1785 – 1831), lieutenant-colonel de cavalerie, aide de camp du général Rapp en Russie (1808), décoré de la Légion d’honneur par Napoléon à Moscou, puis officier de la Légion d’honneur. En 1818, il épouse Amélie de Dietrich.
- Adrien de Turckheim (1866-1948), maire de Repaix (1900-1929), maire de Lunéville (1912-1914), conseiller général de Meurthe-et-Moselle (1922-1940), fondateur avec son frère Eugène de la Lorraine-Dietrich ;
- Gérard de Turckheim (1923-2022), résistant, engagé volontaire dans la Première armée, industriel, président des Filateurs français (1970-1980), officier de la Légion d'honneur ;
- Solange Fernex, née Solange de Turckheim, (1934-2006), personnalité pacifiste, députée européenne des Verts (1989-1991) ;
- Gilbert de Turckheim (1940-2020), cofondateur de La Montagne des singes et représentant du monde de la chasse, notamment en tant que président de la Fédération des chasseurs du Bas-Rhin, vice-président de la Fédération nationale des chasseurs, président de l'Office national de la chasse et de la faune sauvage et président de la Federation of Associations for Hunting and Conservation of the EU[4],[5] ;
- Brigitte Macé de Gastines (née de Turckheim) (1948-), femme d'affaires ;
- Cyril de Turckheim (1951-), compositeur, producteur, orchestrateur et réalisateur de documentaires français ;
- Charlotte de Turckheim (1955-), actrice, scénariste et réalisatrice française ;
- Stéphanie de Turckheim (1969-), auteure culinaire[6];
- Delphine de Turckheim (1974-), comédienne et animatrice de télévision française ;
- Émilie de Turckheim (1980-), écrivaine française, cousine de Charlotte ;
- Sophie de Turckheim (1981-), sportive française.

## Portraits

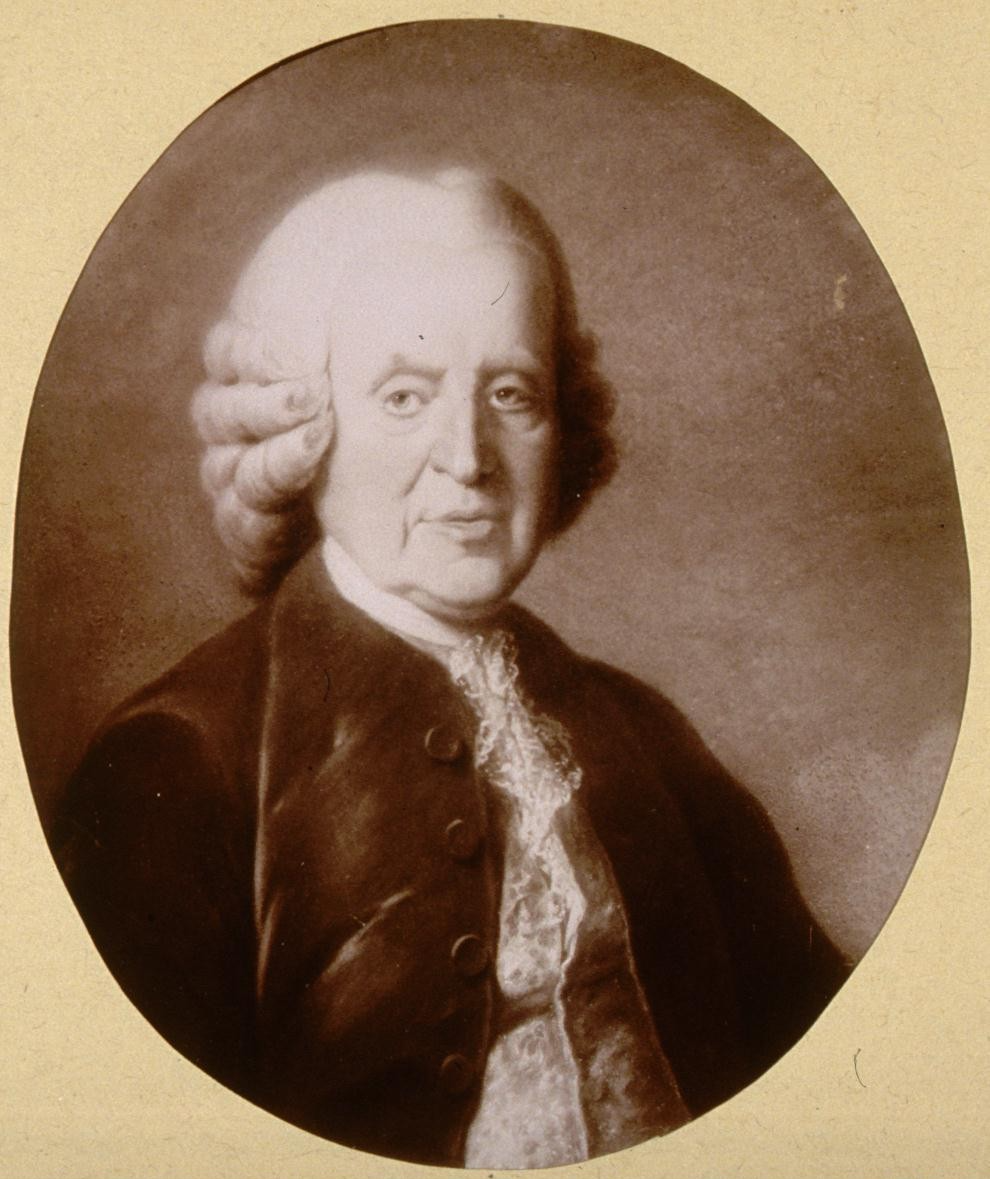
Baron Jean de Turckheim (1707-1793)
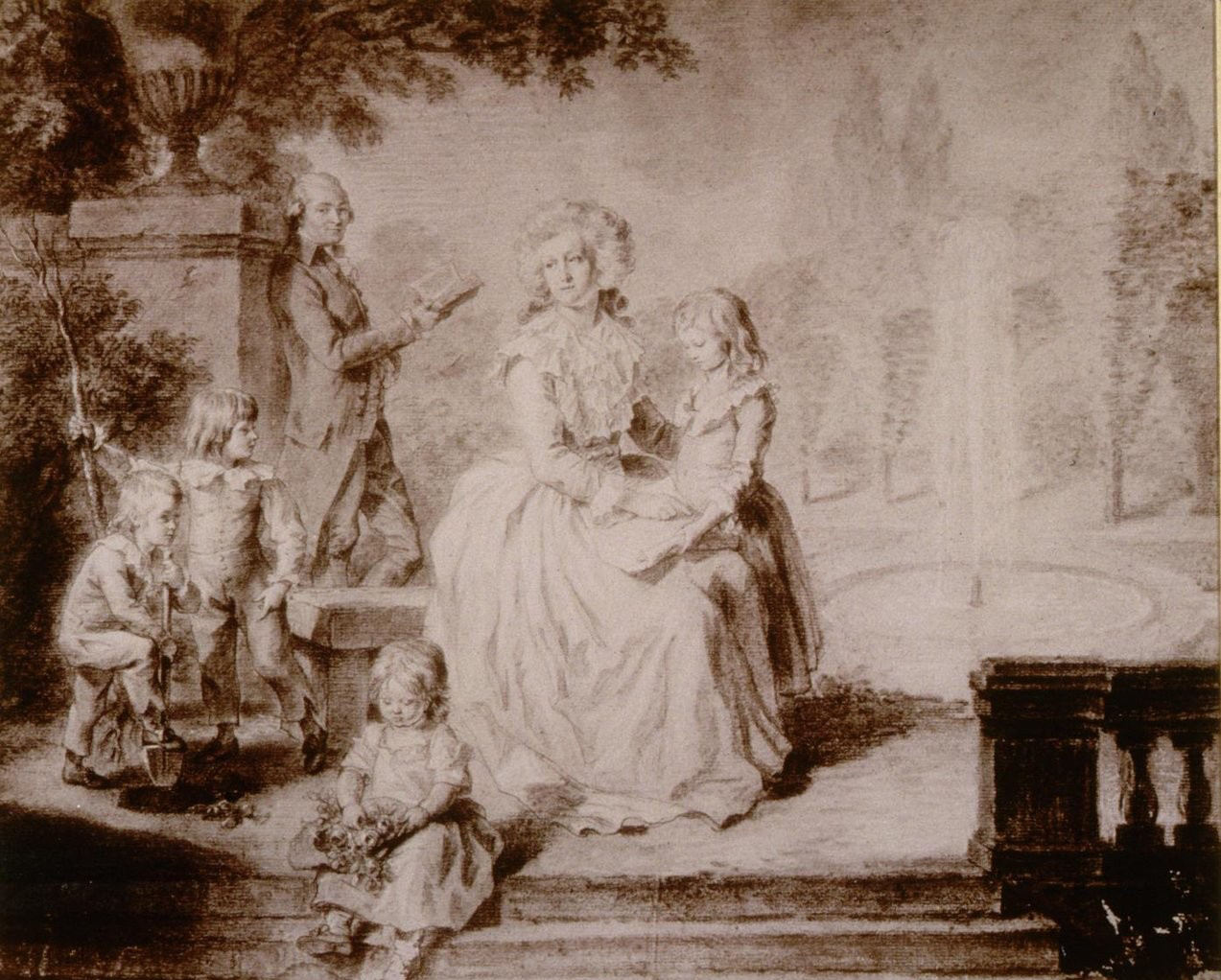
Baron Bernard-Frédéric de Turckheim et Lili née Schœnemann, sa fille Lili qui épousa plus tard Adrien Brunck de Freundeck, ses trois fils, Fritz, Charles, Guillaume
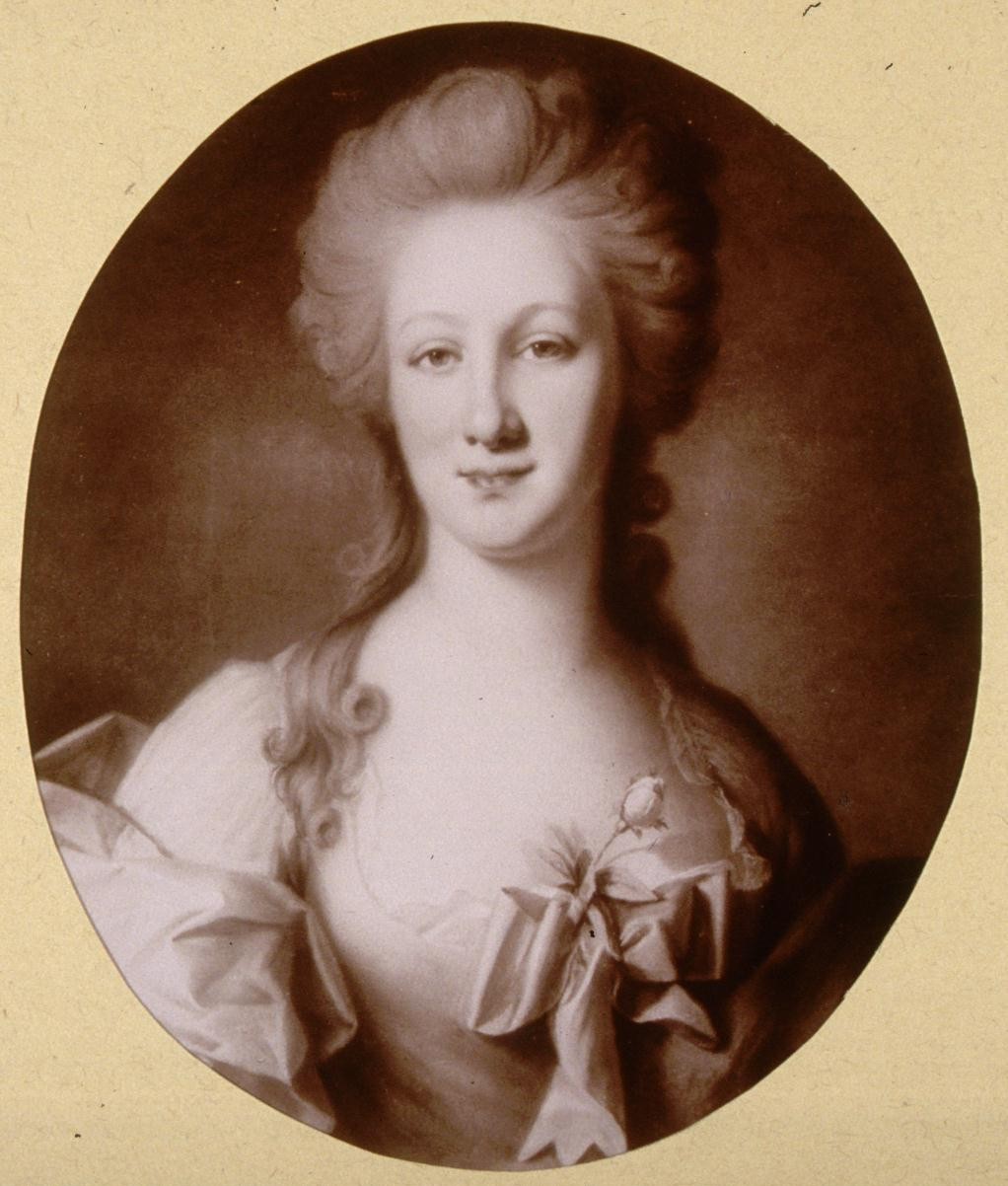
Baronne Bernard-Frédéric de Turckheim, née Lili Schœnemann
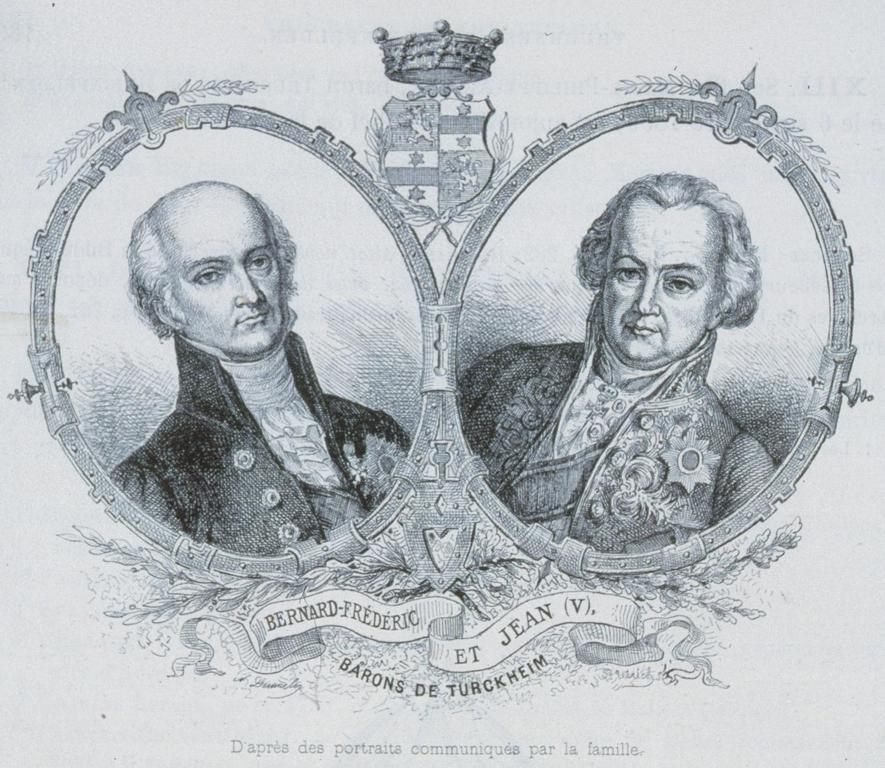
Bernard-Frédéric et Jean (V) de Turckheim
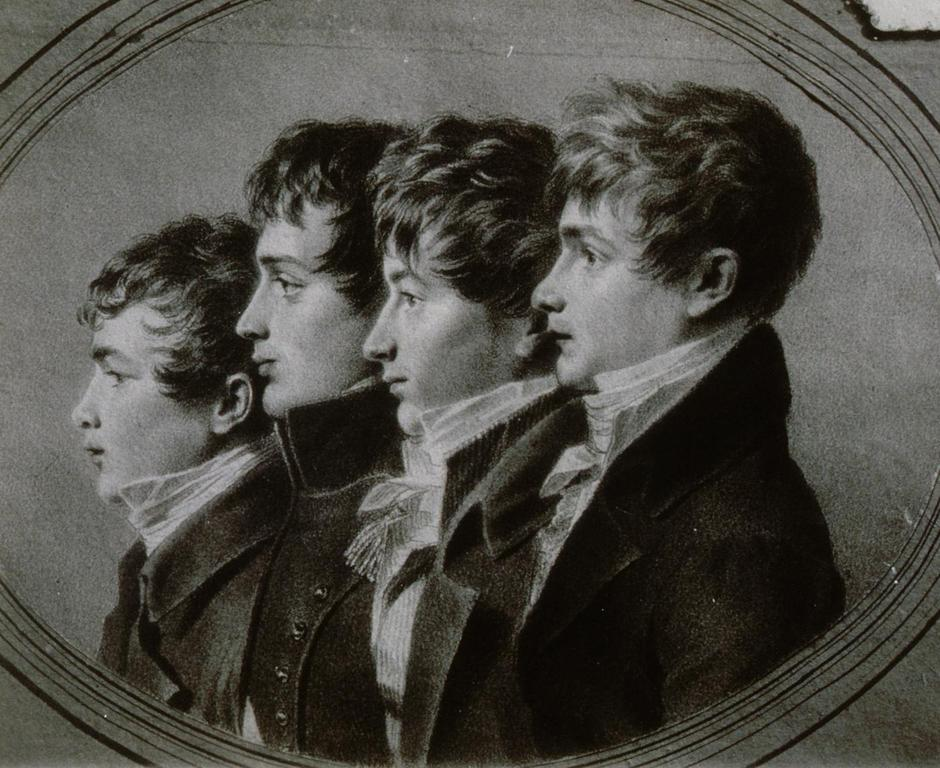
Quatre frères de Turckheim
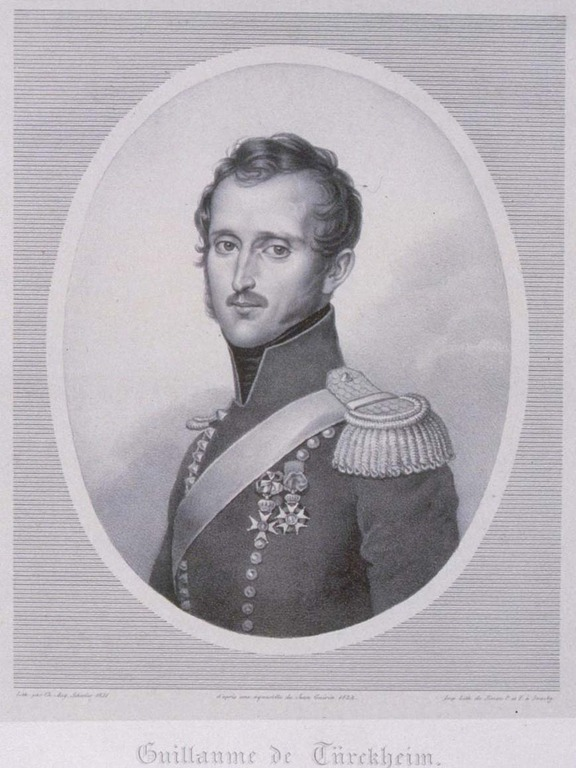
Guillaume de Turckheim (1785-1831)
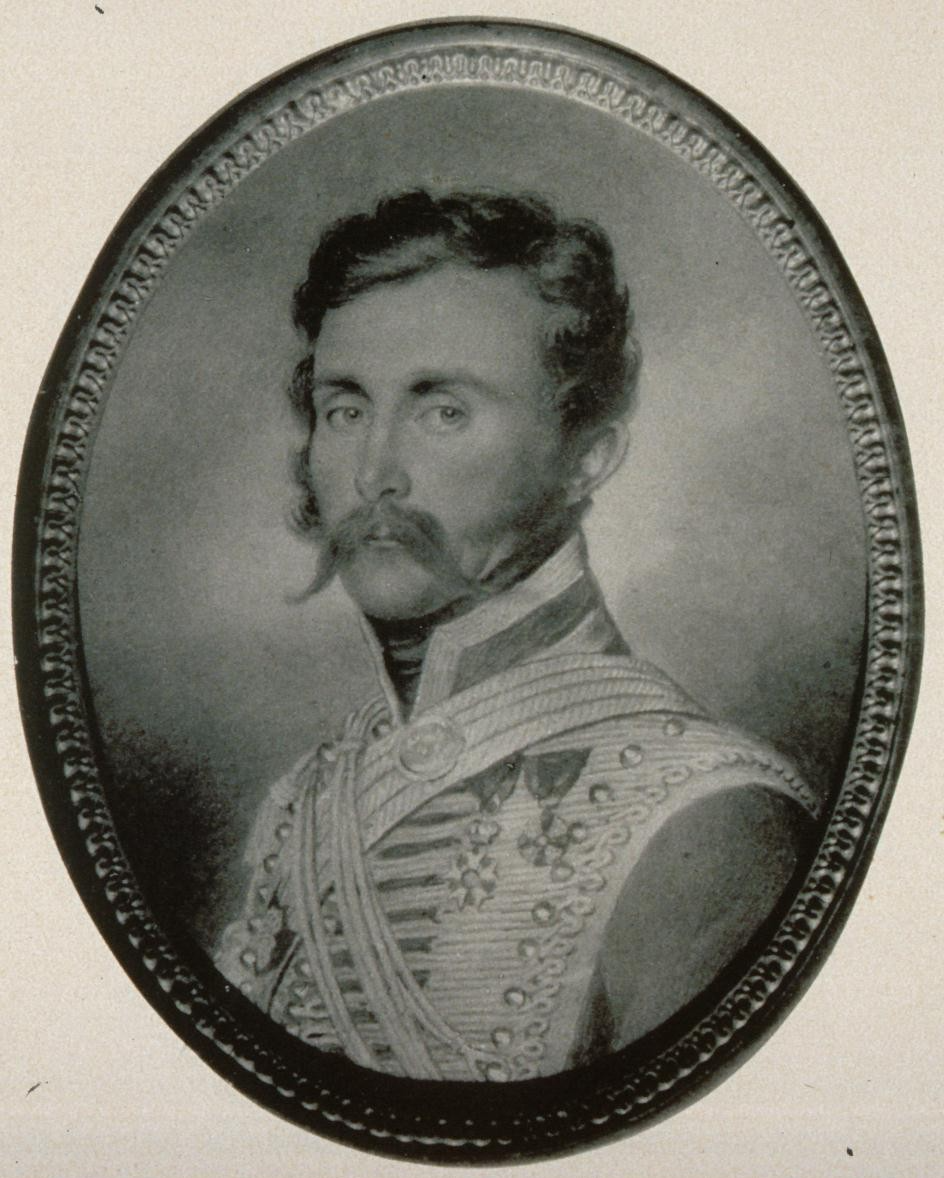
Henri de Turckheim
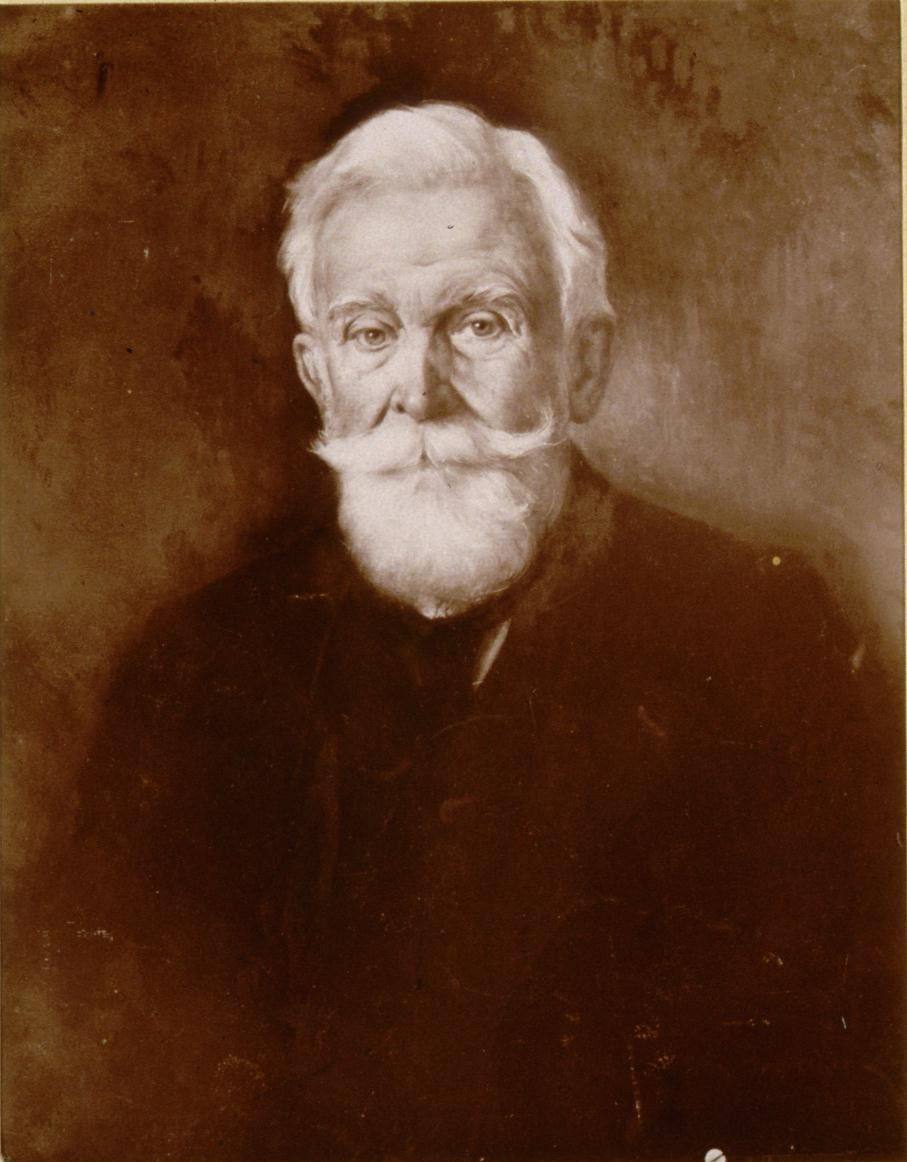
Baron Édouard de Turckheim
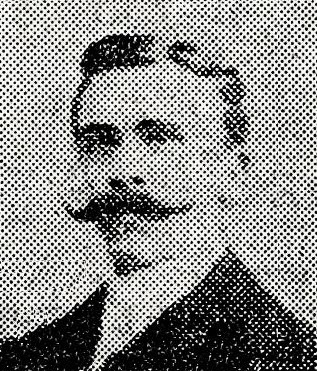
Baron Adrien de Turckheim
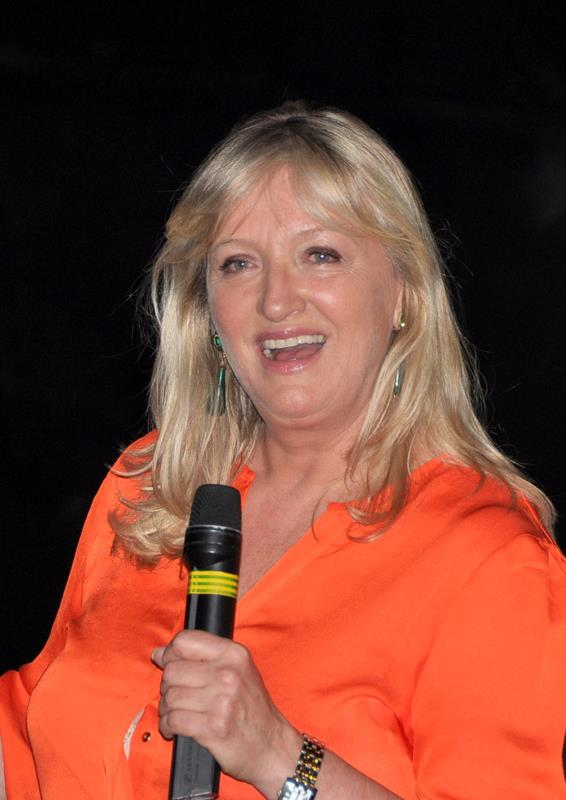
Charlotte de Turckheim
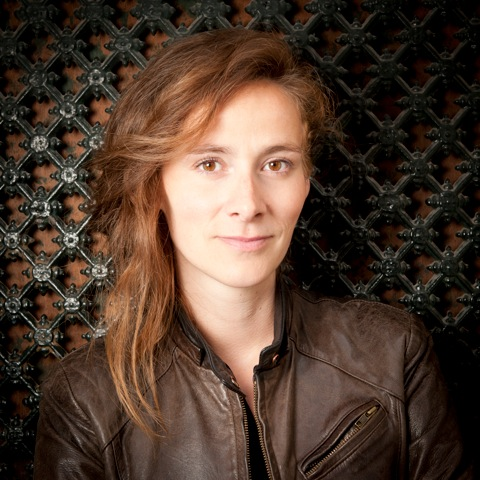
Émilie de Turckheim

## Alliances
Les principales alliances de la famille de Turckheim sont : Henneberg, Schönemann, de Dietrich (1818), Brunck, von Degenfeld-Schonburg, Grunelius (1892), Le Gras du Luart (1913), Oesinger, Husson, de Quatrebarbes (1948), Macé de Gastines (1964), Malachard des Reyssiers (2002).

## Châteaux et demeures
- Abbaye de Truttenhausen

## Hommages
- Quai Turckheim (Strasbourg)

## Armes
- Écartelé : aux 1 et 4, d'azur au lion d'or, armé et lampassé de gueules ; aux 2 et 3, d'or à la fasce de sable, accompagnée de deux étoiles du même, 1 en chef et 1 en pointe.[7]